# Hart's War
Hart's War is een oorlogsfilm uit 2002 over krijgsgevangenen tijdens de Tweede Wereldoorlog, geregisseerd door Gregory Hoblit en met Bruce Willis, Colin Farrell, Terrence Howard en Marcel Iureş in de hoofdrollen. De film is gebaseerd op het boek van John Katzenbach, De filmopnamen gebeurden bij de Barrandov Studios in Praag.

## Verhaal
Luitenant Thomas W. Hart is een jonge officier die enkele maanden voor het einde van de Tweede Wereldoorlog gevangengenomen wordt. Samen met enkele lotgenoten wordt hij vrijwel meteen naar een Duits gevangenenkamp gestuurd. Daar maakt hij kennis met kolonel William A. McNamara, de leider van de Amerikaanse krijgsgevangenen in het kamp.
Na een tijdje geeft McNamara de luitenant de opdracht twee kleurlingen in zijn barak op te nemen. De twee mannen zijn Amerikaanse piloten, maar ze kunnen op weinig sympathie van hun collega's rekenen. Kort nadien wordt er een moord gepleegd en aan luitenant Tommy Hart wordt gevraagd de valselijk beschuldigde te verdedigen.

## Rolverdeling
- Bruce Willis - Kolonel William A. McNamara
- Colin Farrell - 1e Luitenant Thomas W. Hart
- Terrence Howard - 2e Luitenant Lincoln A. Scott
- Cole Hauser - Staff Sergeant Vic W. Bedford
- Marcel Iureş - Oberst Werner Visser
- Linus Roache - Kapitein Peter A. Ross
- Vicellous Reon Shannon - 2e Luitenant Lamar T. Archer
- Jonathan Brandis - Soldaat Lewis P. Wakely
- Maury Sterling - Soldaat First Class Dennis A. Gerber
- Sam Jaeger - Kapitein R. G. Sisk
- Scott Michael Campbell - Korporaal Joe S. Cromin
- Rory Cochrane - Sergeant Carl S. Webb
- Sebastian Tillinger - Soldaat Bert D. "Moose" Codman
- Rick Ravanello - Majoor Joe Clary
- Adrian Grenier - Soldaat Daniel E. Abrams
- Sam Worthington - Korporaal B.J. 'Depot' Guidry

## Ontvangst
De film kreeg gemengde kritieken van de filmcritici, met een score van 59% op Rotten Tomatoes, gebaseerd op 123 beoordelingen.